# Superliga 2005/06 (Türkei)
Die Saison 2005/06 war die 14. Spielzeit der Superliga, der höchsten türkischen Eishockeyspielklasse. Meister wurde zum vierten Mal in der Vereinsgeschichte Polis Akademisi ve Koleji.

## Hauptrunde

### Modus
In der Hauptrunde absolvierte jede der sechs Mannschaften insgesamt 20 Spiele. Der Erstplatzierte nach der Hauptrunde wurde Meister. Für einen Sieg erhielt jede Mannschaft zwei Punkte, bei einem Unentschieden gab es ein Punkt und bei einer Niederlage null Punkte.

### Tabelle
|    | Klub                                   | Sp | S  | U | N  | Tore    | Punkte |
| -- | -------------------------------------- | -- | -- | - | -- | ------- | ------ |
| 1. | Polis Akademisi ve Koleji              | 20 | 18 | 0 | 2  | 252:58  | 36     |
| 2. | Kocaeli Büyükşehir Belediyesi Kağıt SK | 20 | 12 | 0 | 8  | 203:66  | 24     |
| 3. | Anka Spor Kulübü                       | 20 | 11 | 0 | 9  | 99:130  | 22     |
| 4. | Büyükşehir Belediyesi Ankara SK        | 20 | 10 | 0 | 10 | 106:149 | 20     |
| 5. | Şampiyon Spor Kulübü                   | 20 | 5  | 0 | 15 | 67:195  | 10     |
| 6. | İstanbul Paten SK                      | 20 | 4  | 0 | 16 | 58:187  | 8      |

Sp = Spiele, S = Siege, U = Unentschieden, N = Niederlagen